# Plastún

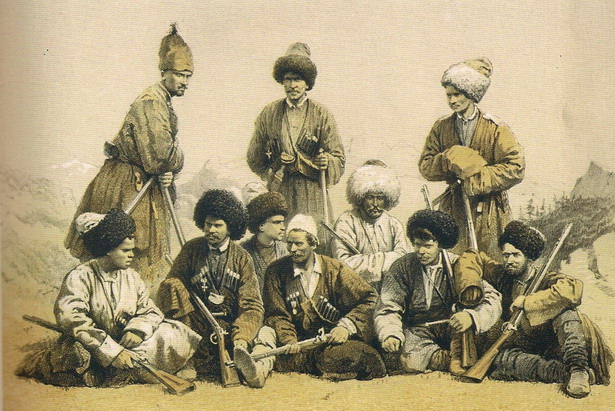
Plastuny en el mar negro

Un plastún (en ucraniano y en ruso: пластун; de plast, plastúvati-пласт, пластувати-,·plano, llano" ) era una unidad militar desmontada cosaca que se dedicaba a tareas de reconocimiento y centinela. A comienzos del siglo XX pasaría a denominar a las unidades de tropas desmontadas cosacas. 

## Historia
Creados en tiempos de los cosacos de Zaporizhia para como tropas de vanguardia para la preparación de emboscadas y la exploración. Con su incorporación al ejército del Imperio ruso, en 1842 fueron introducidos como parte de la hueste del Mar Negro, que más tarde constituiría la hueste de cosacos del Kubán. Servirían en la guerra ruso-circasiana para vigilar y explorar más allá de la Línea del Kubán, la frontera en las llanuras del río Kubán, para prevenir los ataques circasianos. Hacían la labor análoga a las fuerzas especiales modernas encargadas del trabajo en la retaguardia enemiga. Participaron asimismo unidades de plastuny en la defensa de Sebastopol (1854-1855) en la guerra de Crimea o en la guerra ruso-turca de 1877-1878. 
Más tarde el nombre de "regimiento plastún" se aplicó a toda la infantería cosaca. En el Ejército Imperial Ruso se crearon  "regimientos plastún" enteros. Normalmente, los cosacos debían comprar sus caballos y aparejo con su propio dinero, y los plastún no tenían estos gastos. Sin embargo, las unidades de plastún no eran muy populares, ya que no cuadraban con la noción tradicional del orgullo cosaco, por lo que tendían a estar compuestas de los individuos más pobres. Regimientos de fusileros plastún combatieron en la guerra ruso-japonesa y la Primera Guerra Mundial.

## Periodo soviético
El término fue revivido en el ejército soviético durante la Gran Guerra Patria y se usó en el nombre de varios batallones y regimientos cosacos. La única división cosaca plastún de aquel tiempo era la 9 División Plastún de Krasnodar, que luchó en el Cáucaso Norte, Polonia y Checoslovaquia, y fue una de las unidades de élite soviéticas. Los alemanes los llamaban "los degolladores de Stalin". Al mismo tiempo, existían regimientos plastún cosacos combatiendo en el bando alemán, con el 15º Cuerpo SS de Caballería Cosaca.

## Legado
La stanitsa Plastunóvskaya debe su nombre al kuren (asentamiento cosaco) homónimo del Sich de Zaporizhia, y el seló Plastunka, en el krai de Krasnodar, debe su nombre a estas unidades. Asimismo, la principal organización juvenil de escultismo de Ucrania, el Plast, se inspiró en el nombre de estas unidades. Sus operaciones en la liberación de Checoslovaquia inspiraron el libro Nash verj, plastún! de Andréi Serby y la película Nesluzhébnoye zadániye.